# کی (ویرجینیای غربی)
کی (به انگلیسی: Key) یک منطقهٔ مسکونی در ایالات متحده آمریکا است که در شهرستان پندلتن، ویرجینیای غربی واقع شده‌است. کی ۵۵۹٫۹۲ متر بالاتر از سطح دریا واقع شده‌است.